# 横山英 (中国史学者)
横山 英（よこやま すぐる、1924年(大正13年) - 2006年(平成18年)1月6日）は、中国史学者。
兵庫県生まれ。広島文理科大学卒業、1957 - 58年ハーヴァード大学東洋研究所外来研究員。1975年「中国初期立憲思想の研究」で名古屋大学法学博士、広島大学文学部助教授、教授。1988年定年退官、名誉教授。

## 著書
- 『中国近代化の経済構造』亜紀書房、1972

### 共著編
- 『孫文』中山義弘共著 清水書院 センチュリーブックス 人と思想、1968
- 『辛亥革命研究序説』編 新歴史研究会、1977
- 『中国の近代化と地方政治』編 勁草書房、1985
- 『中国社会史の諸相』寺地遵共編 勁草書房、1988
- 『中国の近代化と政治的統合』曽田三郎共編 渓水社、1992

### 翻訳
- 『中国近代史 ドキュメンタリー』編訳 亜紀書房、1973

## 参考
- 横山英先生追悼特集「近きに在りて」2006-05
- 『孫文』著者紹介